# کانتربری ممنوعه

پائولا کوراتسی (چپ) در صحنه‌ای از فیلم.

کانتربری ممنوعه (ایتالیایی: Canterbury proibito) که با نام شهر رذایل (اسپانیایی: La ciudad de los vicios‎) هم شناخته می‌شود، یک فیلم کمدی به کارگردانی ایتالو آلفارو است که در سال ۱۹۷۲ منتشر شد.

## داستان
این فیلم، چند اپیزودی است و به چند قسمت تقسیم شده است که هر کدام، داستانی شبیه به آنچه در حکایت‌های کنتربری آمده است را روایت می‌کند. این اپیزودها به شرح زیر است:
1. یک قصهٔ عاشقانه
2. قدیس کبیر
3. ویولا
4. دو راهبه
5. تُنبان سان گریفونه
6. خروسِ خوش‌خوان
7. آنتونا و جوستینا

## گزیدهٔ بازیگران
- فمی بنوسی
- ماگدا کونوپکا
- پاتریتسیا ویوتی
- پائولا کوراتسی
- رزماری لینت
- لوئیجی مونتینی
- رمو کاپیتانی
- فائوستو تومئی
- فرانکو گاروفالو
- ایملده مارانی